# Sant Adrià de Besòs
Sant Adrià de Besòs (hiszp. San Adrián de Besós) – miasto w Hiszpanii w Katalonii w comarce Barcelonès u ujścia rzeki Besòs. Miasto przemysłowe, z wieloma zakładami produkcyjnymi i fabrykami, głównie przemysł chemiczny, budownictwo i metaloplastyka. Miejscowość bardzo dobrze skomunikowana z Barceloną poprzez komunikację miejską.

## Współpraca
- Saint-Chamond, Francja